# Dendrotionidae
Dendrotionidae é uma família de isópodes pertencentes à ordem Isopoda.
Géneros:
- Acanthomunna Beddard, 1886
- Dendromunna Menzies, 1962
- Dendrotion Sars, 1872
- Pleurotion Sars, 1897